# Радзьохи
Радзьохи (пол. Radziochy, нім. Radenholz) — село в Польщі, у гміні Скемпе Ліпновського повіту Куявсько-Поморського воєводства.
У 1975-1998 роках село належало до Влоцлавського воєводства.